# Lạc Thủy
Lạc Thủy là một huyện trung du nằm ở phía đông nam tỉnh Hòa Bình, Việt Nam.

## Địa lý
Huyện Lạc Thủy nằm ở phía đông nam của tỉnh Hòa Bình, có vị trí địa lý:
- Phía đông giáp thị xã Kim Bảng và huyện Thanh Liêm thuộc tỉnh Hà Nam
- Phía tây giáp huyện Yên Thủy và huyện Kim Bôi
- Phía nam giáp huyện Gia Viễn và huyện Nho Quan thuộc tỉnh Ninh Bình
- Phía bắc giáp huyện Lương Sơn và huyện Mỹ Đức, thành phố Hà Nội.

Huyện có địa hình đồi gò lượn sóng, nhiều núi đá vôi. Lạc Thủy có 60.624 người (7/2009), gồm các dân tộc: Mường, Dao, Kinh.

## Hành chính
Huyện Lạc Thủy có 10 đơn vị hành chính cấp xã trực thuộc, bao gồm 2 thị trấn: Chi Nê (huyện lỵ), Ba Hàng Đồi và 8 xã: An Bình, Đồng Tâm, Hưng Thi, Khoan Dụ, Phú Nghĩa, Phú Thành, Thống Nhất, Yên Bồng.

## Lịch sử

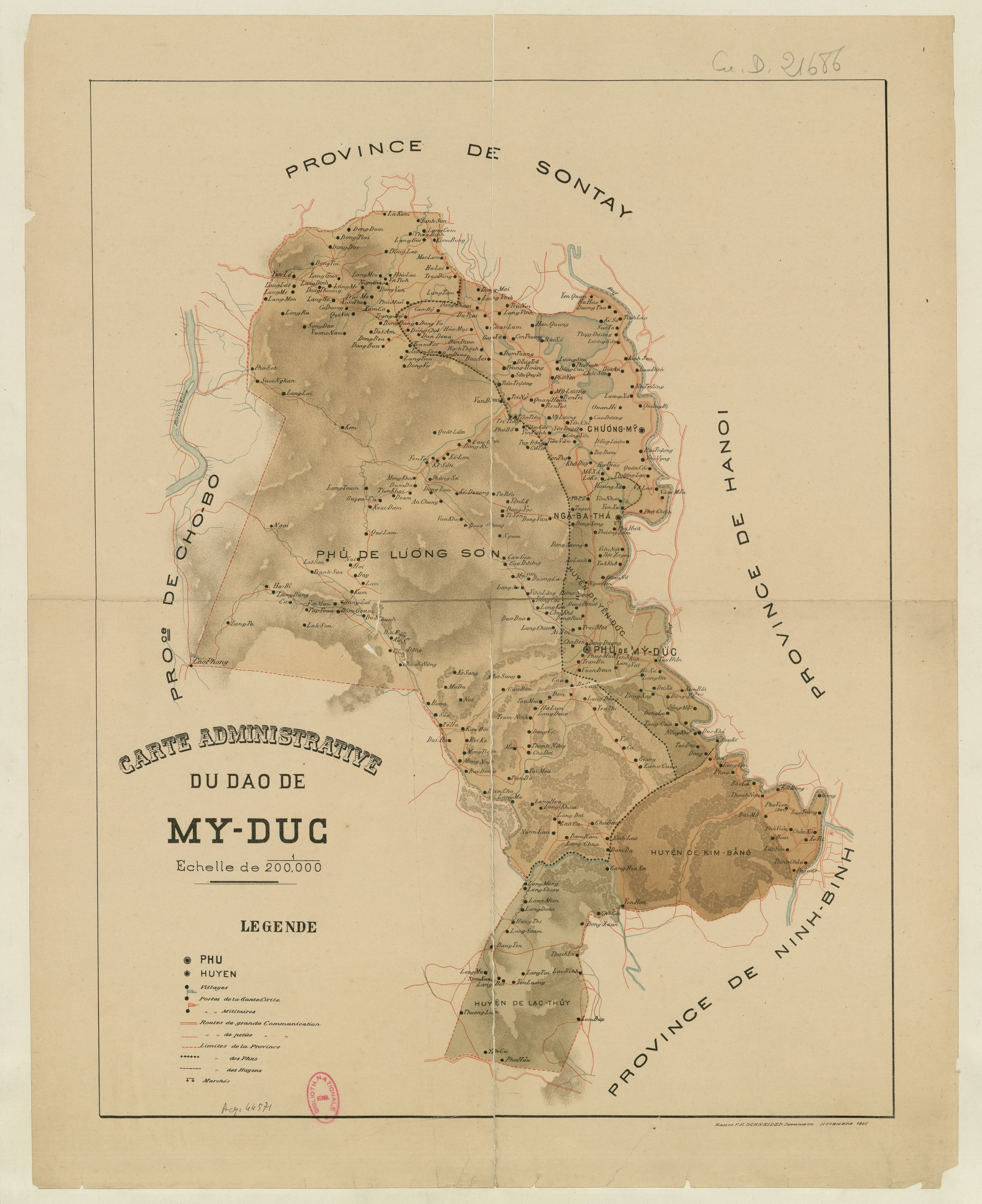
Bản đồ đạo Mỹ Đức năm 1891

Ngày 18 tháng 3 năm 1891, địa bàn huyện Lạc Thủy ngày nay thuộc châu Lạc Thủy, ban đầu thuộc tỉnh Mường (Hòa Bình ngày nay), sau đó thuộc các tỉnh Chợ Bờ, Phương Lâm (do đổi tên từ tỉnh Mường).
Ngày 24 tháng 10 năm 1908, châu Lạc Thủy chuyển sang tỉnh Hà Nam.
Ngày 1 tháng 12 năm 1924, một số xã của châu Lạc Thủy được nhập vào phủ Nho Quan của tỉnh Ninh Bình.
Trong kháng chiến chống Pháp, huyện Lạc Thủy thuộc tỉnh Hà Nam, đến năm 1953 mới trở lại trực thuộc tỉnh Hòa Bình.
Đến năm 1964, huyện Lạc Thủy có 23 xã: An Bình, An Lạc, Bảo Hiệu, Cố Nghĩa, Đoàn Kết, Đồng Môn, Đồng Tâm, Hưng Thi, Hữu Lợi, Khoan Dụ, Lạc Hưng, Lạc Long, Lạc Lương, Lạc Sỹ, Lạc Thịnh, Liên Hòa, Ngọc Lương, Phú Lai, Phú Lão, Phú Thành, Yên Bồng, Yên Lạc và Yên Trị.
Ngày 17 tháng 8 năm 1964, tách 11 xã: Bảo Hiệu, Đoàn Kết, Hữu Lợi, Lạc Hưng, Lạc Lương, Lạc Sỹ, Lạc Thịnh, Ngọc Lương, Phú Lai, Yên Lạc và Yên Trị để thành lập huyện Yên Thủy.
Huyện Lạc Thủy còn lại 12 xã: An Bình, An Lạc, Cố Nghĩa, Đồng Môn, Đồng Tâm, Hưng Thi, Khoan Dụ, Lạc Long, Liên Hòa, Phú Lão, Phú Thành và Yên Bồng.
Ngày 13 tháng 7 năm 1967, thành lập thị trấn nông trường Sông Bôi.
Năm 1975, hợp nhất tỉnh Hòa Bình và tỉnh Hà Tây thành tỉnh Hà Sơn Bình, huyện Lạc Thủy thuộc tỉnh Hà Sơn Bình.
Ngày 26 tháng 12 năm 1990, thành lập thị trấn Chi Nê, thị trấn huyện lỵ huyện Lạc Thủy trên cơ sơ điều chỉnh một phần diện tích và dân số của các xã Lạc Long và Đồng Tâm.
Ngày 12 tháng 8 năm 1991, huyện Lạc Thủy thuộc tỉnh Hòa Bình vừa tái lập.
Ngày 31 tháng 8 năm 1999, giải thể thị trấn nông trường Sông Bôi.
Đầu năm 2009, huyện Lạc Thủy có thị trấn Chi Nê và 12 xã: An Bình, An Lạc, Cố Nghĩa, Đồng Môn, Đồng Tâm, Hưng Thi, Khoan Dụ, Lạc Long, Liên Hòa, Phú Lão, Phú Thành, Yên Bồng.
Ngày 14 tháng 7 năm 2009, chuyển thị trấn Thanh Hà và xã Thanh Nông thuộc huyện Kim Bôi về huyện Lạc Thủy.
Ngày 17 tháng 12 năm 2019, Ủy ban Thường vụ Quốc hội ban hành Nghị quyết số 830/NQ-UBTVQH14 về việc sắp xếp các đơn vị hành chính cấp huyện, cấp xã thuộc tỉnh Hòa Bình (nghị quyết có hiệu lực từ ngày 1 tháng 1 năm 2020). Theo đó:
- Sáp nhập thị trấn Thanh Hà và xã Thanh Nông thành thị trấn Ba Hàng Đồi
- Sáp nhập 3 xã: An Lạc, Đồng Môn, Liên Hòa thành xã Thống Nhất
- Sáp nhập xã Lạc Long vào thị trấn Chi Nê
- Sáp nhập 2 xã: Phú Lão, Cố Nghĩa thành xã Phú Nghĩa.

Huyện Lạc Thủy có 2 thị trấn và 8 xã trực thuộc như hiện nay.

## Giao thông
- Quốc lộ 21 đi qua thị trấn Chi Nê
- Quốc lộ 37C nối từ Đường Hồ Chí Minh tại xã Hưng Thi qua Nho Quan, Gia Viễn (Ninh Bình) tới Ý Yên (Nam Định)
- Đường Hồ Chí Minh đi qua một số xã phía bắc huyện
- Đường liên tỉnh nối thị trấn Chi Nê tới thị trấn Nho Quan, Ninh Bình
- Sông Bôi chảy từ Kim Bôi qua huyện vào địa phận Nho Quan, Ninh Bình thì hợp vào sông Hoàng Long để đổ vào sông Đáy ra biển.

## Du lịch
Lạc Thủy có nhiều danh lam thắng cảnh, địa điểm du lịch sinh thái nổi tiếng như "chùa Tiên" tại xã Phú Lão, "động Thủy Tiên" tại xã Yên Bồng, "Khu du lịch sinh thái đồi Bô" tại xã Đồng Tâm...
- Hang Đồng Thớt là hang dạng karst trong khối núi đá vôi, ở thị trấn Ba Hàng Đồi, huyện Lạc Thủy [11]. Hang Đồng Thớt là một di chỉ khảo cổ, đã được xếp hạng di tích lịch sử cấp quốc gia tại Quyết định số 15/2003/QDD-BVHTT ngày 14/04/2003 [12].
- Động Núi Niệm ở xã Phú Thành, được Bộ Văn hóa, Thể thao và Du lịch xếp hạng là di tích quốc gia ngày 20/08/2013 [13][14].

## Làng nghề
Làng nghề và ngành nghề tạo việc làm trong huyện như:
- Chế tác đá cảnh thôn Sỏi đặc biệt là các sản phẩm bàn ghế đá tự nhiên, chậu rửa mặt bằng đá, tranh đá.
- Một số ít làm dịch vụ du lịch thời vụ từ Cổ Nghĩa đến Phú Thành. Trồng cây ăn quả, chăn nuôi ở các xã với các sản phẩm như bưởi, cam, na, dê, gà...
- Chế biến gỗ, giấy, đồ nội thất tại KCN Phú Thành